# Wojna hegemoniczna
Wojna hegemoniczna, wojna o hegemonię – wojna między dominującym w międzynarodowym systemie mocarstwem lub mocarstwami, a rosnącym konkurentem lub konkurentami (pretendentami do hegemonii). Konflikt przyjmuje wymiar globalny i charakteryzuje się udziałem wszystkich większych i większości mniejszych państw w systemie. Główną stawką wojny hegemonicznej jest rządzenie systemem. Wobec tego wojny hegemoniczne są konfliktami nieograniczonymi w swoich celach i środkach, rozszerzając się na cały system międzynarodowy. Stroną inicjującą konflikt jest państwo kontestujące aktualny układ sił, którego potencjał zbliża się do potencjału mocarstwa dominującego, a którego aspiracje nie są zaspokojone, ponieważ w status quo agresor (pretendent do hegemonii) nie ma wpływów adekwatnych do swojego potencjału. Przeciw agresorowi występują zaś wszystkie państwa zainteresowane utrzymaniem istniejącego ładu międzynarodowego, a przede wszystkim mocarstwo lub mocarstwa dominujące.
Wojna hegemoniczna decyduje o tym, które państwo będzie dominowało w systemie międzynarodowym. Robert Gilpin dowodzi, że w okresie nowożytnym kryteria wojny hegemonicznej spełniają: wojna trzydziestoletnia, wojny Ludwika XIV, wojny rewolucji francuskiej i wojny napoleońskie oraz I i II wojna światowa. Do tej listy niektórzy badacze (George Modelski, A. J. Toynbee, Raimo Väyrynen) dodają jeszcze kilka konfliktów.
Arnold J. Toynbee usystematyzował pięć wieków historii świata według czterech wielkich cykli wojny i pokoju. Każdy cykl rozpoczynają wojny wstępne o niewielkim zasięgu, stanowiące wstęp do generalnego konfliktu systemowego. W jego następstwie wyłania się nowy ład międzynarodowy określany jako „przestrzeń tymczasowego spokoju” (The Breathing-space). Nowy ład załamuje się i wybucha kolejna wojna, stanowiąca „konflikt uzupełniający” rozstrzygający sprawy nie załatwione w trakcie wojny generalnej; i dopiero w wyniku wojny uzupełniającej następuje okres „generalnego pokoju”.
| Faza                         | Wstęp 1494-1568 | I Cykl regularny 1568-1672 | II Cykl regularny 1672-1792 | III Cykl regularny 1792-1914 | IV Cykl regularny 1914 – |
| ---------------------------- | --------------- | -------------------------- | --------------------------- | ---------------------------- | ------------------------ |
| Wojny wstępne (preludium)    | –               | –                          | 1667–1668                   | –                            | 1911–1912                |
| Wojna generalna              | 1494–1525       | 1568–1609                  | 1672–1713                   | 1792–1815                    | 1914–1918                |
| Okres spokoju                | 1525–1536       | 1609–1618                  | 1713–1733                   | 1815–1848                    | 1918–1939                |
| Wojna uzupełniająca (Epilog) | 1536–1559       | 1618–1648                  | 1733–1763                   | 1848–1871                    | 1939–1945                |
| Ostateczny pokój             | 1559–1568       | 1648–1672                  | 1763–1792                   | 1871–1914                    | –                        |

W oparciu o powyższe teorie z uwzględnieniem wojen toczonych w Europie środkowej i wschodniej, można przedstawić następującą listę wojen hegemonicznych:
| Konflikt                                                                             | Lata trwania        | Mocarstwa dominujące globalne (pogrubione) i regionalne                        | Mocarstwa kontestujące globalne (pogrubione) i regionalne | Zwycięzca                                                                  |
| ------------------------------------------------------------------------------------ | ------------------- | ------------------------------------------------------------------------------ | --------------------------------------------------------- | -------------------------------------------------------------------------- |
| wojny włoskie i wojny na Oceanie Indyjskim                                           | 1494–1559           | Hiszpania, Monarchia Habsburgów (Austria), Anglia                              | Francja, Turcja                                           | Hiszpania                                                                  |
| wojny w Niderlandach klęska Wielkiej Armady                                          | 1580–1648           | Hiszpania                                                                      | Anglia, Niderlandy                                        | Niderlandy, Anglia,                                                        |
| wojna trzydziestoletnia, II wojna francusko-hiszpańska wojna holendersko-portugalska | 1618–1661 (łącznie) | Hiszpania, Portugalia Habsburgowie (Austria), Rzeczpospolita (Polska)          | Francja, Niderlandy, Szwecja                              | Francja, Niderlandy Szwecja                                                |
| wojny Ludwika XIV i III wojna północna                                               | 1672–1721           | Anglia → 1707 Wielka Brytania, Niderlandy, Rosja Austria,                      | Francja, Hiszpania, Szwecja, Turcja                       | Wielka Brytania, Francja, Rosja                                            |
| wojna siedmioletnia                                                                  | 1756–1763           | Rosja, Francja, Hiszpania Austria,                                             | Wielka Brytania Prusy,                                    | Wielka Brytania, Prusy                                                     |
| wojny francuskie (rewolucyjne i napoleońskie)                                        | 1792–1815           | Wielka Brytania, Rosja Prusy, Austria                                          | Francja, Hiszpania (do 1808) USA, Turcja                  | Wielka Brytania Rosja Prusy, Austria                                       |
| wojna krymska                                                                        | 1853–1856           | Wielka Brytania, Francja, Turcja                                               | Rosja                                                     | Wielka Brytania, Francja, Turcja                                           |
| I wojna światowa i Wojna domowa w Rosji                                              | 1914–1918 1917–1922 | Rosja (do 1917), Francja, Wielka Brytania, 1917 USA; 1914 Japonia, 1915 Włochy | Niemcy, Austro-Węgry                                      | USA, Wielka Brytania, Francja, Japonia, Włochy Rosja Radziecka → 1922 ZSRR |
| II wojna światowa                                                                    | 1939–1945           | Wielka Brytania, Francja (do 1940) od 1941: ZSRR i USA,                        | Niemcy, Japonia, do 1941 ZSRR Włochy                      | USA, ZSRR, Wielka Brytania,, Francja, Chiny                                |
| zimna wojna                                                                          | 1947–1990           | USA, Europa Zachodnia, Japonia Wielka Brytania, Francja, RFN, Kanada, Włochy   | ZSRR, Układ Warszawski, ChRL (do 1961)                    | USA                                                                        |

Po 1991, kiedy jedynym supermocarstwem są Stany Zjednoczone, kolejny konflikt o hegemonię może rozegrać się między nimi, a pretendującymi do niej mocarstwami. Są to: Niemcy i Francja (dominujące w Unii Europejskiej), Wielka Brytania, Chińska Republika Ludowa, Rosja, Japonia, Indie.
Charakter konfliktu hegemonicznego miała rywalizacja między Wielką Brytanią a Rosją w Azji Środkowej, czyli tzw. Wielka Gra w l. 1813–1907, która przybrała najostrzejszą formę w postaci wojny krymskiej w l. 1853–1855, w której sojusznikiem W. Brytanii były Francja i Imperium Osmańskie (Turcja).